# Вальдштейния
Вальдштейния (лат. Waldsteinia) — род травянистых растений семейства Розовые (Rosaceae).
Род назван в честь австрийского ботаника Франца Адама фон Вальдштейна.

## Ботаническое описание
Многолетние травы, образующие рыхлую или густую дернину. Корневище ползучее. Прикорневые листья цельные, лопастные или раздельные, в очертании сердцевидно-почковидные, на длинных черешках, собраны в розетку; стеблевые — уменьшенные, с более узким основанием, на коротких черешках.
Цветки на тонких цветоножках, собраны в очень рыхлые, немногоцветковые соцветия, редко одиночные. Гипантий воронковидный или узкобокальчатый. Наружных и верхних чашелистиков по 5, наружные значительно мельче и у́же внутренних. Лепестков 5, желтые, небольшой или средней величины, слабо выемчатые с тупым основанием. Тычинок 15—20, на развитом нектарном кольце. Цветоложе слабо развитое, короткое, полушаровидное, сухое. Плодолистиков 2—6; столбики верхушечные, с сочленением при основании; рыльце головчатое. Плодики орешковидные, мягкопушистые.
Хромосомное число x = 7.

## Виды
Род включает 7 видов:
- Waldsteinia fragarioides (Michx.) Tratt.
- Waldsteinia geoides Willd. typus — Вальдштейния гравилатовидная
- Waldsteinia idahoensis Piper
- Waldsteinia lobata (Baldwin) Torr. & A.Gray
- Waldsteinia maximowicziana (Teppner) Prob. — Вальдштейния Максимовича
- Waldsteinia tanzybeica Stepanov — Вальдштейния танзыбейская
- Waldsteinia ternata (Stephan) Fritsch — Вальдштейния тройчатая